# American Football Conference

Logo der American Football Conference

Die American Football Conference (AFC) ist eine der beiden Conferences der National Football League (NFL).
Sie ging aus der eigenständigen American Football League (AFL) hervor, die 1959 als Konkurrenz-Liga zur alten NFL gegründet wurde. Daraufhin spalteten sich die Fanlager und, um den wahren Champion zu ermitteln, traten die beiden Meister im Januar 1967 zum ersten Super Bowl (damals noch nicht offiziell so genannt) gegeneinander an. Nach der Fusion zur neuen großen NFL im Jahre 1970 ergaben sich die Conferencenamen praktisch von selbst. Somit wurde aus der alten NFL die zweite Conference, die National Football Conference (NFC). In der NFC spielten anfangs 13 ehemalige NFL-Teams, in der AFC spielten zehn AFL-Teams und drei NFL-Teams.
Dies ist der Grund, warum die NFL nicht wie die NBA oder NHL in Western Conference und Eastern Conference unterteilt ist, sondern auf diese Weise. Daraus ergibt sich auch die Lage der Teams, die in beiden Conferences aus allen Teilen der USA kommen. So spielen die New York Giants in der NFC und die New York Jets in der AFC sowie die Los Angeles Rams in der NFC und die Los Angeles Chargers in der AFC.

## Teams
In beiden Conferences spielen 16 Mannschaften, die auf vier Divisions aufgeteilt sind. Die Einteilung der Divisions ist, im Gegensatz zu den Conferences, größtenteils auf die geographische Lage der Teams zurückzuführen. Aufgrund von neuen Teams bzw. Standortwechseln kann es auch hier zu Ausnahmen kommen oder zu Verschiebungen zwischen den Divisions führen. Beide Conferences sind in die Divisions East, North, South und West unterteilt.
Die Teams der AFC:
| East                 | North               | South                | West                 |
| -------------------- | ------------------- | -------------------- | -------------------- |
| Buffalo Bills        | Baltimore Ravens    | Houston Texans       | Denver Broncos       |
| Miami Dolphins       | Cincinnati Bengals  | Indianapolis Colts   | Kansas City Chiefs   |
| New England Patriots | Cleveland Browns    | Jacksonville Jaguars | Las Vegas Raiders    |
| New York Jets        | Pittsburgh Steelers | Tennessee Titans     | Los Angeles Chargers |